# Paul Matthieu Hermann Laurent
Paul Matthieu Hermann Laurent (Luxemburgo (cidade), Luxemburgo, 2 de setembro de 1841 – Paris, França, 19 de fevereiro de 1908) foi um matemático francês.
Não obstante seu grande corpo de trabalhos, expansões para funções complexas das séries de Laurent não foram nomeadas após ele, mas após Pierre Alphonse Laurent.